# Савва Мошокский
Са́вва Мошо́кский (ум. 5 декабря 1592) — священник Русской православной церкви, клирик храма святого апостола Иоанна Богослова в селе Мошок (ныне Судогодского района Владимирской области России). О жизни Саввы Мошокского достоверно практически ничего не известно.
Канонизирован Русской православной церковью в 1982 году лике праведных. Память 5 / 18 декабря.

## Биография
Служил в храме апостола Иоанна Богослова в селе Мошок. По его благословению, согласно местному преданию, в храм из Казани был принесён чудотворный список Казанской иконы Божией Матери.
Согласно житию на сайте Судогодского благочиния Владимирской епархии: «своей подвижнической, самоотверженной жизнью, непрестанной молитвой, постом, с Божьей помощью спасал людей. Это был подлинный пастырь, который молился за болящих, утешал несчастных, призывая людей к истинной, горячей вере в Бога. Он многих утвердил в вере, ведя непрерывную борьбу с богоотступничеством»
Иконописный подлинник XVIII века, принадлежавший Г. Д. Филимонову так описывает его: «Священноиерей, владимирский новый чудотворец, подобием сед, брада аки Власиева, ризы поповские».

## Канонизация и почитание
Канонизирован в 1982 году в составе Собора владимирских святых. Протодиакон Андрей Кураев называет эту канонизацию первым случаем включения в святцы немонашествующего священника (за исключением мучеников и юродивых).
Почитание Саввы Мошокского стало возрождаться в Мошке с восстановлением в конце 1990 года Успенского прихода.
В 2002 году была написана икона праведного пресвитера Саввы Мошокского, составлены тропарь, кондак и молитва святому, а также его житие. В основу жития легли изыскания муромских краеведов и устные предания, бытовавшие в Мошке среди благочестивых мирян.
В 2010 году по благословению митрополита Владимирского и Суздальского Евлогия (Смирнова) житие Саввы Мошокского было выпущено отдельной брошюрой, тираж которой быстро разошёлся.
23 октября 2011 года в Успенском храме села Мошок состоялось освящение придела во имя праведного пресвитера Саввы, митрополит Евлогий преподал благословение составить акафист святому. Благословение правящего архиерея было исполнено. В конце августа 2012 года благочинный Судогодского округа протоиерей Георгий Морохин, представляя на рассмотрение архиепископа Евлогия текст акафиста, в своём рапорте писал: «Ознакомившись с акафистом святому праведному пресвитеру Савве Мошокскому, почтительно довожу до Вашего сведения, что акафист этот последовательно излагает житие святого и исполнен мыслей и чувствований благочестивых. Преподаватель церковнославянского языка Владимирской духовной семинарии О<льга> Г<авриловна> Ручко даёт о нём положительный отзыв».
В начале сентября 2012 года акафист святому праведному пресвитеру Савве Мошокскому был благословлён митрополитом Евлогием (Смирновым) для богослужебного употребления на приходе Успенского храма села
Мошок, где он с тех пор стал регулярно читаться.
В 2012 году в Мошке отметили четыреста двадцатую годовщину преставления святого праведного пресвитера Саввы Мошокского. Праздничное богослужение совершалось с крестным ходом.
В 2014 году издательским отделом Владимирской епархии акафист был опубликован вместе с житием святого Саввы Мошокского и текстом «Сокращённого катехизиса», написанного в XIX веке.